# 1. československá fotbalová liga 1975/1976
1. československou ligu v sezóně 1975 – 1976 vyhrál Baník Ostrava.

## Tabulka ligy
| Poř. | Tým                        | Z  | V  | R  | P  | VG | OG | B  |
| ---- | -------------------------- | -- | -- | -- | -- | -- | -- | -- |
| 1.   | TJ Baník Ostrava OKD       | 30 | 14 | 9  | 7  | 37 | 29 | 37 |
| 2.   | TJ Slovan CHZJD Bratislava | 30 | 15 | 6  | 9  | 49 | 25 | 36 |
| 3.   | TJ Slavia Praha            | 30 | 16 | 4  | 10 | 50 | 33 | 36 |
| 4.   | ASVS Dukla Praha           | 30 | 15 | 5  | 10 | 52 | 36 | 35 |
| 5.   | TJ Sklo Union Teplice      | 30 | 12 | 8  | 10 | 36 | 44 | 32 |
| 6.   | TJ Inter Bratislava        | 30 | 12 | 7  | 11 | 34 | 27 | 31 |
| 7.   | TJ Zbrojovka Brno          | 30 | 11 | 9  | 10 | 35 | 28 | 31 |
| 8.   | TJ Lokomotíva Košice       | 30 | 12 | 6  | 12 | 55 | 50 | 30 |
| 9.   | TJ Bohemians ČKD Praha     | 30 | 10 | 10 | 10 | 35 | 31 | 30 |
| 10.  | TJ Spartak TAZ Trnava      | 30 | 12 | 5  | 13 | 35 | 32 | 29 |
| 11.  | TJ VSS Košice              | 30 | 11 | 6  | 13 | 45 | 42 | 28 |
| 12.  | TJ ZVL Žilina              | 30 | 12 | 4  | 14 | 38 | 42 | 28 |
| 13.  | TJ Škoda Plzeň             | 30 | 10 | 7  | 13 | 34 | 48 | 27 |
| 14.  | TJ Jednota Trenčín         | 30 | 9  | 8  | 13 | 23 | 53 | 26 |
| 15.  | TJ LIAZ Jablonec           | 30 | 7  | 10 | 13 | 28 | 51 | 24 |
| 16.  | TJ TŽ Třinec               | 30 | 8  | 4  | 18 | 22 | 37 | 20 |

## Soupisky mužstev

### TJ Baník Ostrava OKD
Pavol Michalík (30/0/14) –
Milan Albrecht (15/2),
Josef Foks (11/0),
Jiří Hudeček (7/0),
František Huml (4/0),
Jiří Klement (21/6),
Lubomír Knapp (27/8),
Josef Kolečko (13/0),
Arnošt Kvasnica (23/0),
Verner Lička (7/0),
Zdeněk Lorenc (5/1),
Miroslav Mička (2/0),
Lumír Mochel (7/0),
Libor Radimec (18/3),
Jiří Ruš (27/1),
Zdeněk Rygel (23/0),
Rostislav Sionko (20/7),
Petr Slaný (27/4),
Miloslav Smetana (10/0),
Zdeněk Svatonský (2/0),
Vladimír Šišma (12/0),
Josef Tondra (26/0),
Rostislav Vojáček (28/3),
Miroslav Vojkůvka (13/1),
Ladislav Zetocha (2/0) –
trenér Jiří Rubáš

### TJ Slovan CHZJD Bratislava
Tibor Matula (9/0/2),
Alexander Vencel (22/0/8) –
Pavol Bojkovský (21/7),
Ján Čapkovič (30/8),
Jozef Čapkovič (23/0),
Miroslav Čatár (1/0),
Marián Elefant (21/2),
Koloman Gögh (29/0),
Ján Haraslín (26/2),
Marián Masný (29/7),
Ján Medviď (22/2),
Juraj Novotný (25/3),
Anton Ondruš (29/6),
Ivan Pekárik (21/2),
Ján Pivarník (22/1),
Marián Pochaba (1/0),
Ján Švehlík (29/9),
Miroslav Veselý (6/0) –
trenér Jozef Vengloš

### SK Slavia Praha IPS
Miroslav Stárek (27/0/11),
František Zlámal (5/0/0) –
Pavol Biroš (27/1),
František Cipro (28/0),
Josef Frydrych (28/4),
Jiří Grospič (12/0),
Dušan Herda (27/7),
Peter Herda (28/6),
Josef Jebavý (30/5),
Lubomír Jegla (2/0),
Zdeněk Klimeš (2/0),
Ivo Lubas (30/3),
Ján Luža (14/0),
Jan Mareš (22/0),
Zdeněk Peclinovský (7/0),
Robert Segmüller (27/12),
Petr Šedivý (20/1),
František Veselý (30/9),
Milan Vrabec (11/0) –
trenér Jaroslav Jareš

### ASVS Dukla Praha
Jaroslav Netolička (2/0/0),
Ivo Viktor (28/0/9) –
Jaroslav Bendl (29/0),
Ivan Bilský (27/0),
Karel Dvořák (27/3),
Miroslav Gajdůšek (23/5),
Ján Geleta (13/1),
Rudolf Gergel (12/1),
Luděk Macela (30/1),
Zdeněk Mikuš (9/2),
Zdeněk Nehoda (30/17),
Josef Novák (1/0),
Stanislav Pelc (8/3),
Oldřich Rott (27/6),
Václav Samek (29/0),
Zdeněk Ščasný (5/0),
František Štambachr (29/6),
Ladislav Vízek (28/7) –
trenéři Josef Masopust (1.–4. kolo) a Jaroslav Vejvoda (5.–30. kolo)

### TJ Sklo Union Teplice
Jiří Petráček (1/0/0),
Jiří Sedláček (30/0/12) –
Přemysl Bičovský (26/8),
Zdeněk Buryánek (1/0),
Vladimír Čermák (7/0),
František Franke (28/0),
Miroslav Jirousek (25/4),
Josef Jurkanin (28/2),
Miloš Kačírek (4/0),
Zdeněk Koubek (24/1),
Miroslav Macháček (12/0),
Jaroslav Melichar (29/7),
Jaromír Mixa (23/0),
Zdeněk Pichner (3/0),
Václav Senický (18/1),
Pavel Soukup (5/0),
Jan Thorovský (30/6),
Josef Vejvoda (25/5),
František Weigend (21/2),
Jiří Ženíšek (17/0) –
trenér Antonín Rýgr

### TJ Inter Slovnaft Bratislava
Miroslav Kovařík (30/0/13) –
Jozef Bajza (28/2),
Jozef Barmoš (30/0),
Július Goga (15/1),
František Helész (1/0),
Milan Hrica (1/0),
Ladislav Hudec (11/0),
Ladislav Jurkemik (28/3),
Ladislav Kalmár (2/0),
Jozef Levický (28/8),
Peter Luprich (29/7),
Viktor Marcinka (1/0),
Peter Michalec (1/0),
Peter Mráz (25/2),
Marián Novotný (24/0),
Milan Paliatka (30/1),
Ladislav Petráš (18/9),
Jozef Solga (5/0),
Jozef Šajánek (28/1),
Jaroslav Šimončič (27/0),
Ľudovít Zlocha (5/0) –
trenér Valerián Švec

### TJ Zbrojovka Brno
Josef Hron (30/0/12) –
Miroslav Bureš (24/2),
Jaroslav Farný (10/0),
Jiří Hajský (26/5),
Emil Hamar (17/3),
Jiří Hamřík (14/0),
Štefan Horný (2/0),
Karel Jarůšek (14/1),
Jan Klimeš (29/2),
Vítězslav Kotásek (29/5),
Karel Kroupa (30/7),
Ivan Lauko (11/0),
Ľudovít Mikloš (23/3),
Miloš Minařík (16/2),
Josef Pešice (19/2),
Vlastimil Petržela (8/0),
Josef Pospíšil (18/0),
Jindřich Svoboda (25/0),
Rostislav Václavíček (30/3),
Karel Večeřa (3/0) –
trenér František Havránek

### TJ Lokomotíva Košice
Anton Flešár (15/0/3),
Stanislav Seman (19/0/4) –
Ladislav Boroš (7/0),
Marián Černický (25/1),
Vladimír Dobrovič (13/0),
Peter Fecko (25/6),
Vladimír Hric (3/0),
Peter Jacko (29/6),
Ladislav Józsa (26/14),
Ján Kolenič (13/0),
Ján Kozák (30/8),
Pavol Kretovič (1/0),
Peter Lovacký (3/0),
Ondrej Mantič (26/0),
Jozef Móder (29/9),
Pavol Pencák (30/0),
Pavol Pizúr (2/0)
Jiří Repík (5/1),
Jozef Suchánek (29/1),
Dušan Ujhely (30/8),
Ľudovít Žitňár (2/0) –
trenér Jozef Jankech

### TJ Bohemians ČKD Praha
Pavel Kňazík (1/0/0),
František Kozinka (30/0/11) –
František Barát (13/1),
Štefan Ivančík (26/2),
Jozef Ivančík (17/1),
Jan Jarkovský (27/6),
František Jílek (26/0),
Petr Králíček (30/2),
Pavel Loukota (10/0),
Josef Málek (4/0),
Jaroslav Marčík (10/0),
Karel Mastník (30/7),
Petr Packert (14/1),
Antonín Panenka (27/15),
Zdeněk Prokeš (14/0),
Emil Řehák (8/0),
Luděk Štarch (8/0),
Miroslav Valent (30/0),
Josef Vejvoda (27/0),
Petr Vokáč (17/0) –
trenér Bohumil Musil

### TJ Spartak TAZ Trnava
Josef Geryk (2/0/0),
Dušan Keketi (28/0/12) –
Jozef Adamec (27/6),
Ľudovít Baďura (29/5),
Pavol Benčo (15/0),
Peter Císar (2/0),
Jozef Dian (11/2),
Karol Dobiaš (30/0),
Alojz Fandel (30/3),
Michal Gašparík (19/4),
Štefan Gubrický (2/0),
František Horváth (8/0),
Tibor Jančula (18/4),
Dušan Kabát (26/1),
Vladimír Kayser (18/1),
Daniel Kolenič (6/0),
Marián Krajčovič (4/0),
Rudolf Kramoliš (6/0),
Ladislav Kuna (28/1),
Pavol Kvasna (13/3),
Jaroslav Masrna (24/4),
Karol Ševčík (1/0),
Peter Zelenský (2/0),
Milan Zvarík (20/0) –
trenér Anton Malatinský

### TJ VSS Košice
Ján Baranec (27/0/6),
Silvester Habiňák (4/0/1) –
Cyril Baschiera (5/0),
Jaroslav Boroš (26/0),
Róbert Borták (5/0),
Andrej Daňko (22/6),
Dušan Galis (27/21),
František Hoholko (30/10),
Štefan Jutka (27/0),
František Králka (15/0),
Ladislav Lipnický (30/2),
Jozef Oboril (28/2),
Aladár Pápišta (13/0),
Jaroslav Pollák (28/2),
Ján Rišňovský (5/0),
Jozef Štafura (28/1),
Ladislav Štovčík (10/0),
Ladislav Tamáš (26/0),
Michal Varga (5/1) –
trenéři Štefan Jačiansky (1.–24. kolo) a Alexander Felszeghy (25.–30. kolo), asistent Ján Hunčár

### TJ ZVL Žilina
Ján Cepo (3/0/0),
Bohuslav Murárik (29/0/9) –
Jozef Beleš (28/1),
Milan Ďubek (2/0),
Igor Frič (14/4),
Milan Galvánek (29/2),
Miroslav Gerhát (8/0),
Tibor Chobot (29/7),
Ján Ilavský (27/2),
Jaroslav Kališ (10/0),
Ladislav Knapec (30/1),
Anton Mintál (11/2),
Peter Mutkovič (8/0),
Albert Rusnák (27/3),
Ladislav Slota (1/0),
Milan Staškovan (26/0),
Miroslav Šoška (1/0),
Karol Šulgan (28/0),
Jozef Tománek (15/4),
Štefan Tománek (24/8),
Dušan Tonkovič (1/0),
Miroslav Turianik (16/0) –
trenér Jozef Marko

### TJ Škoda Plzeň
Josef Čaloun (28/0/9),
Pavel Laub (4/0/0) –
Ivan Bican (24/5),
František Brusnický (14/3),
Ladislav Fojtík (16/3),
Milan Forman (28/0),
Jaroslav Hřebík (16/2),
Jiří Chvojka (7/0),
Miroslav Kašpar (16/0),
Jaroslav Klimt (3/0),
Václav Korejčík (1/0),
Jiří Krušina (1/0),
Josef Kříbala (17/0),
Zdeněk Michálek (29/6),
Ladislav Minařík (1/0),
František Plass (16/1),
František Sudík (29/0),
Karel Süss (29/0),
Stanislav Štrunc (27/7),
Petr Uličný (30/6),
Karel Vojáček (10/0),
Bohumil Vojta (25/0) –
trenér Tomáš Pospíchal, asistent Jan Benedikt

### TJ Jednota Trenčín
Jaroslav Macháč (30/0/10) –
Peter Ančic (3/0),
Imrich Angyal (22/5),
Ján Babuliak (9/1),
Jozef Berec (24/0),
Arpád Bízik (6/1),
Bohumil Bizoň (20/0),
Miroslav Brezovský (26/1),
Jozef Čechvala (27/0),
Pavel Demitra (1/0),
Tibor Fischer (16/3),
Rudolf Holcinger (26/4),
Jozef Hollý (30/1),
Miloš Lintner (18/0),
Vojtech Masný (8/1),
Emanuel Mihálek (22/0),
Vladimír Mojžiš (9/0),
Vincent Nemček (24/0),
Kamil Panák (2/0),
Juraj Řádek (30/3),
Milan Sokol (15/3),
Vladimír Vaník (7/0) –
trenér Ján Hucko

### TJ LIAZ Jablonec
Bohumil Cholenský (11/0/3),
Jiří Vošta (20/0/4) –
Augustin Badin (28/1),
Pavel Bartyzal (10/0),
Petr Cinibulk (4/0),
Jiří Dozorec (13/4),
Zdeněk Florian (12/0),
Eduard Helešic (22/0),
Ludovít Huščava (21/0),
František Jelínek (21/0),
Vladimír Kocourek (13/1),
Jan Kopenec (30/2),
Miloslav Kukla (14/2),
Josef Latislav (27/0),
František Patlejch (22/1),
Jaroslav Petrtýl (16/0),
Jaroslav Petříček (24/1),
Imrich Solčán (3/0),
Rudolf Svoboda (30/15),
Petr Sýkora (6/1),
Luboš Šrejma (18/0),
Vladimír Tábor (13/0),
Jiří Tupec (7/0) –
trenér Tadeáš Kraus (1.–21. kolo) a Jaroslav Dočkal (22.–30. kolo), asistenti Václav Halama (podzim 1975) a Jaroslav Dočkal (jaro 1976)

### TŽ Třinec
Břetislav Čudovský (1/0/0),
Vladimír Hadrava (19/0/8),
Kazimír Mrozek (12/0/3) –
Jozef Biely (25/0),
Zdeněk Čížek (16/0),
Zdeněk Čudovský (3/0),
František Gögh (25/3),
František Hruška (29/6),
Petr Klar (2/0),
František Klečanský (15/2),
Milan Lišaník (26/0),
Jiří Nevrlý (11/2),
Vladimír Onufrák (25/0),
Miroslav Pauřík (26/0),
Jan Pospíšil (28/5),
Karel Roubíček (29/1),
Petr Svoboda (26/0),
Karel Sikora (4/0),
Štefan Šarišský (6/0),
Lubomír Vašek (30/0),
Dušan Zbončák (13/0),
Peter Zbončák (11/2) –
trenér Libor Hrazdílek